# Nederlands Kamerkoor

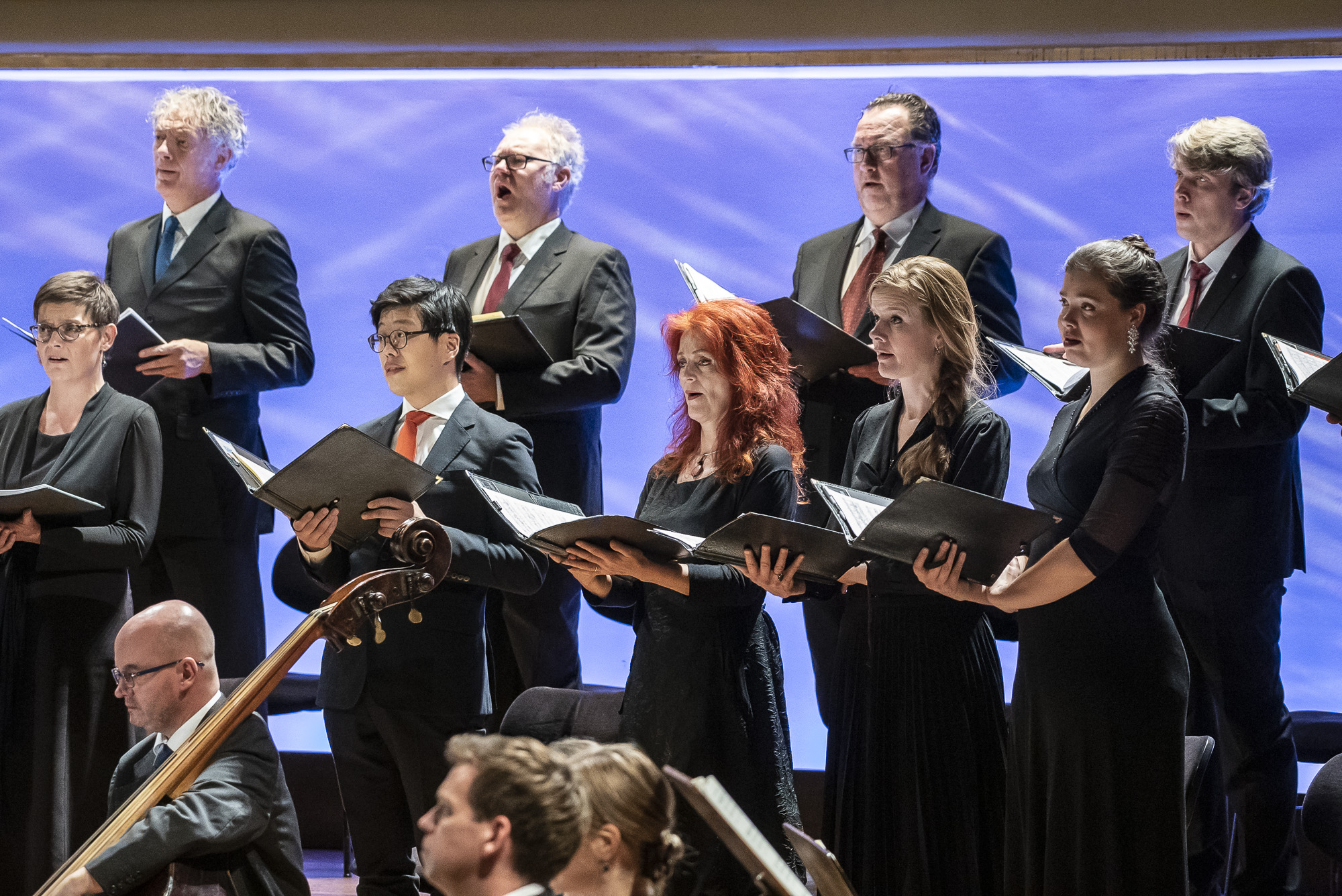
Nederlands Kamerkoor, Prague 2018

El Nederlands Kamerkoor (en español: el Coro de cámara neerlandés) es un conjunto vocal y profesional que interpreta música desde la Alta Edad Media hasta música contemporánea. En el género de coros de cámara pertenece a la élite mundial. El coro está radicado en Utrecht desde mayo de 2015, después de una estancia de 78 años en Ámsterdam.
El coro tiene una base fija de 15 miembros:
- Sopranos: Heleen Koele, Annet Lans, Mónica Monteiro.

- Contraltos: Marian Dijkhuizen, Marleene Goldstein, Dorien Lievers, Karin van der Poel.

- Tenores: Stefan Berghammer, William Knight, João Moreira, Alberto ter Doest.

- Bajos: Kees Jan de Koning, Gilad Nezer, Jasper Schweppe.

## Historial
El coro fue fundado en 1937 por el pianista y director holandés Felix de Nobel a instancias de la emisora de radio VARA que quería emitir cantatas de Bach. Al principio el coro se llamaba Pro Música. Con motivo de la primera representación pública, en 1939 en la ciudad de Haarlem, se utilizó Nederlandsch Kamerkoor. Bajo la dirección de Felix de Nobel, quien dirigió el coro hasta 1972, el Nederlands Kamerkoor floreció.
Hans van den Homburgh (1972-1976) sucedió a De Nobel. A él le tocó la tarea de rejuvenecer la formación coral, de renovar el repertorio y de encontrar el enlace con los desarrollos actuales. Se adoptó a los desarrollos recientos en torno a la práctica de interpretación histórica. En 1977 se nombró director jefe y director artístico a Kerry Woodward. Hasta 1980 siguió con la línea de renovación en el programa. Entre 1980 y 1988 el Nederlands Kamerkoor se especializó en la interpretación de composiciones ejecutadas en contadas ocasiones y de música nueva. Durante este período el coro no tuvo director jefe. Durante el período en el que Risto Joost (2011-2015) era director jefe, se realizaron muchos cambios organizadores. El coro sufrió recortes de subsidios. Desde entonces los cantantes ya no están fijos en la plantilla del Nederlands Kamerkoor. En 2015 el Nederlands Kamerkoor se mudó de Ámsterdam a Utrecht y se nombró director jefe a Peter Dijkstra.

## Directores
Desde 1937 hasta 1972 Felix de Nobel, el fundador, dirigió el coro con mano firme. Le sucedió Hans van den Hombergh (1972-1975). Posteriores directores fijos fueron Uwe Gronostay, Stephen Layton, Tönu Kaljuste y Risto Joost. El coro ha conocido también períodos en los que se trabajaba sin director jefe. Desde el 1 de septiembre de 2015 Peter Dijkstra es director jefe del coro.

## Lista de directores jefe
- Felix de Nobel (fundador 1937-1972)
- Hans van den Hombergh (1972-1976)
- Kerry Woodward (1977-1980)
- Uwe Gronostay (1988-1997)
- Tönu Kaljuste (1998-2000)
- Stephen Layton (2002-2005)
- Risto Joost (2011-2015)
- Peter Dijkstra (2015-hoy)

El coro tiene una larga tradición de colaboración con directores invitados, tales como Gustav Leonhardt, Nikolaus Harnoncourt, Ton Koopman, Roger Norrington, Ed Spanjaard, Klaas Stok (que durante años trabajaba para el coro como director musical), Paul McCreesh, Peter Phillips, Kaspars Putniņš, Hartmut Haenchen y Grete Pedersen. Paul Van Nevel es director invitado de honor.

## Director jefe
Peter Dijkstra estudió dirección de coro, dirección de orquesta y canto en los conservatorios de La Haya, Colonia y Estocolmo, obtuvo sus diplomas summa cum laude con honor. Durante sus estudios adquirió mucha experiencia con conjuntos profesionales. Dijkstra es como director invitado activo con muchos coros prestigiosos y profesionales en Europa, tales como el RIAS Kammerchor Berlin, el Norske Solistkor, el  Estonian Philharmonic Chamber Choir y Collegium Vocale Gent. Dijkstra se esfuerza por le conexión entre la práctica musical profesional y la del mundo aficionado. Trabaja con conjuntos de aficionados, es director musical del conjunto vocal MUSA y director invitado fijo del conjunto vocal The Gents. Además se compromete con la joven generación de directores y da clases magistrales regularmente.

## Repertorio
El Nederlands Kamerkoor interpreta música coral de la Alta Edad Media hasta incluso música contemporánea. Esta  combinación se caracteriza por el repertorio del coro.
El Oratorio de Navidad de Johann Sebastian Bach es una obra que se interpreta anualmente. Además de eso el Nederlands Kamerkoor colabora regularmente con artistas de otras disciplinas, p.e. con la actriz y cantante Hadewych Minis.
El Nederlands Kamerkoor organiza anualmente unas series de conciertos en Utrecht (Tivoli Vredenburg), Ámsterdam (Muziekgebouw aan ’t IJ), Groninga (De Oosterpoort), La Haya (de Nieuwe Kerk), Leeuwarden (De Harmonie) y Arnhem (Musis Sacrum).

## Colaboraciones
El Nederlands Kamerkoor colabora con varios conjuntos renombrados, tales como la Orquesta Real del Concertgebouw, Asko | Schönberg, Holland Baroque, el Nederlands Kamerorkest y Concert Lorrain. Desde 1987 está activa la Asociación de Amigos del Nederlands Kamerkoor Cantus Nobilitas (latín por "la nobleza del arte de canto).

## Programa educativo
Holanda cuenta con unos 25.000 coros (tanto profesionales como de aficionados y de jóvenes), en total son más de un millón de cantantes. El Nederlands Kamerkoor se ocupa de dar entrenamientos y talleres, e invita a coros para actuar en el avance de sus propios conciertos.
Este programa educativo se inició en 2015 bajo el nombre ¡Cantamos juntos! Además de este programa el Nederlands Kamerkoor ofrece prácticas de canto a cantantes que quieren desarrollarse en el campo del coro pequeño.

## Discografía
El Nederlands Kamerkoor ha publicado unos 75 discos compactos, de los cuales varios han sido premiados.
- Datos: Q2701020
- Multimedia: Nederlands Kamerkoor / Q2701020